# Wolfgang Bischof

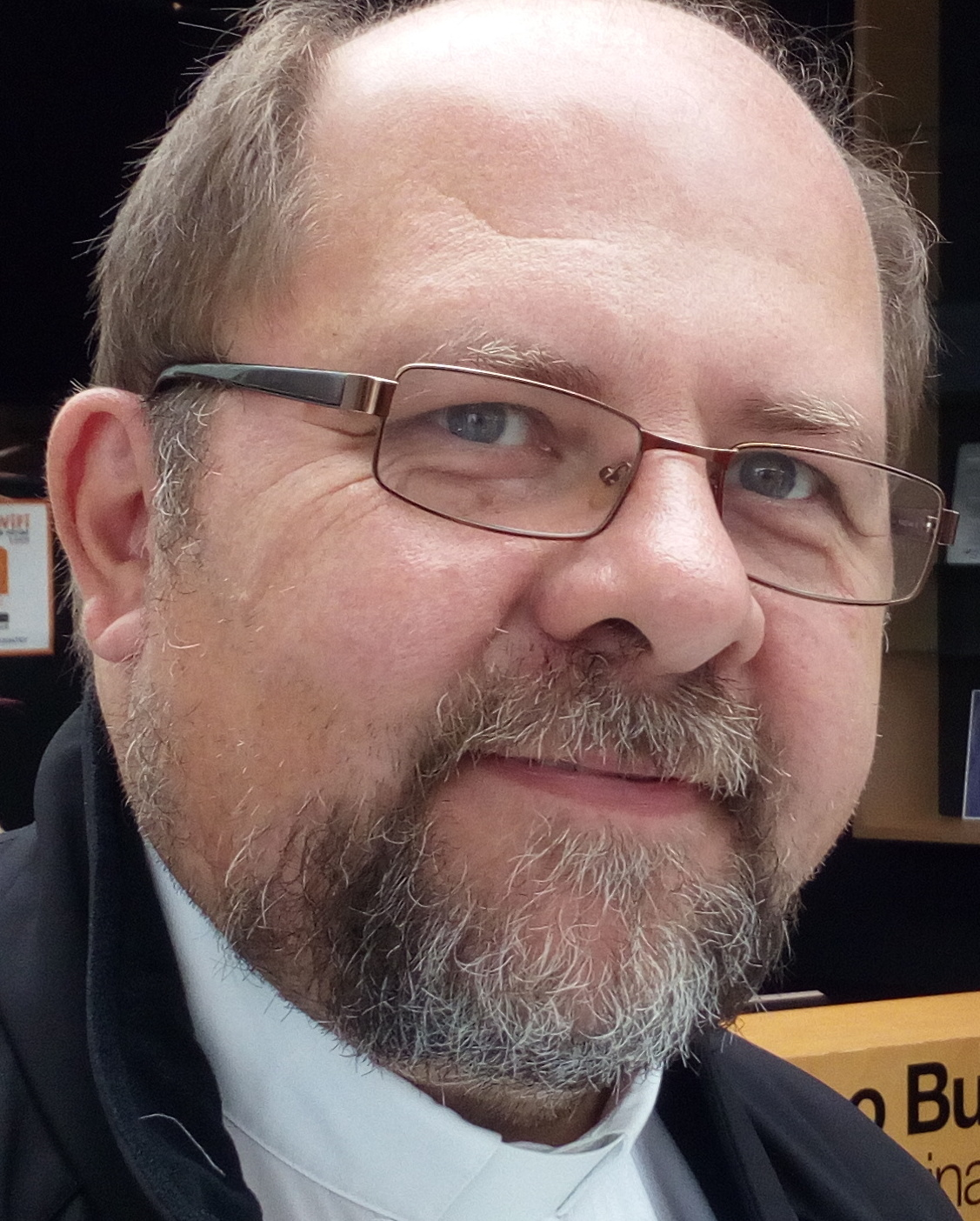
Wolfgang Bischof, Weihbischof von München und Freising

Bischofswappen

Wolfgang Bischof (* 6. November 1960 in Freising) ist ein deutscher Priester. Er ist Weihbischof in München und Freising.

## Leben
Wolfgang Bischof wurde als Sohn eines Metzgermeisters in Freising geboren und wuchs ab 1967 in München auf. Dort besuchte er zunächst die Realschule und später die Romano-Guardini-Fachoberschule, wo er das Fachabitur ablegte. Nach dem Grundstudium der Religionspädagogik und der Kirchlichen Bildungsarbeit an der Katholischen Universität Eichstätt, Abteilung München, studierte er von 1981 bis 1987 an der Ludwig-Maximilians-Universität München und an der Universität Innsbruck Philosophie und Katholische Theologie. Am 2. Juli 1988 empfing er durch Friedrich Kardinal Wetter im Freisinger Dom das Sakrament der Priesterweihe und wurde in den Klerus der Erzdiözese München und Freising inkardiniert. Anschließend war er bis 1991 Kaplan im Pfarrverband Miesbach und von 1991 bis 1993 im Pfarrverband Holzkirchen. Danach war er bis 2008 Pfarrer der Pfarrei St. Johann Baptist in Gröbenzell und ab 1998 zeitgleich Dekan des Dekanats Fürstenfeldbruck. 2004 ernannte ihn Kardinal Wetter zum Geistlichen Rat; am 26. Oktober 2006 verlieh ihm Papst Benedikt XVI. den Päpstlichen Ehrentitel Kaplan Seiner Heiligkeit (Monsignore).
Im September 2008 beauftragte Erzbischof Reinhard Marx Bischof als Regionalpfarrer mit der Seelsorgeregion Nord des Erzbistums, wo er unter anderem für die Umsetzung des Projekts „Dem Glauben Zukunft geben“, das Erzbischof Marx mit dem Ziel der geistlichen Neuorientierung und Neustrukturierung der Erzdiözese initiiert hatte, zuständig war. Seit September 2009 leitete Bischof dieses Projekt auf Diözesanebene. Seit 2008 ist Wolfgang Bischof zudem Domvikar des Münchner Kathedral- und Metropolitankapitels.

## Bischofsweihe
Papst Benedikt XVI. ernannte Wolfgang Bischof am 5. Januar 2010 zum Titularbischof von Nebbi und bestellte ihn zum Weihbischof in München und Freising. Die Bischofsweihe spendete ihm Erzbischof Reinhard Marx am 28. Februar 2010 im Münchner Liebfrauendom; Mitkonsekratoren waren Friedrich Kardinal Wetter und der emeritierte Weihbischof Franz Dietl. Bischofs Wahlspruch Spera in Domino et fac bonum („Hoffe auf den Herrn und tu das Gute“) entstammt dem Buch der Psalmen (Ps 37,3 ). Sein Bischofswappen zeigt im Wappenschild den Freisinger Mohr, die traditionelle Wappenfigur des Erzbistums München und Freising. Die goldene Strahlensonne neben dem Mohr ist Symbol der Hoffnung, das darunter platzierte Christusmonogramm soll die Mitte allen Seins symbolisieren und steht für Jesus Christus als Grund aller Hoffnung. Die Farben Schwarz, Gold und Rot im Wappenschild weisen auf die Farben des Wappens des Erzbistums München und Freising hin als auch auf die Farben des Stadtwappens von Freising, der Geburtsstadt von Wolfgang Bischof.

## Seelsorge und andere Funktionen
Als Weihbischof war Wolfgang Bischof in Nachfolge von Franz Dietl für die Seelsorgsregion Süd der Erzdiözese zuständig, bevor er 2023 in die Seelsorgsregion Nord des Erzbistums wechselte. Er führte das Projekt „Dem Glauben Zukunft geben“ bis zu dessen Abschluss im Dezember 2010 fort. Wolfgang Bischof ist Beauftragter der Freisinger Bischofskonferenz für Fragen von Frauen in Kirche und Gesellschaft. In der Deutschen Bischofskonferenz (DBK) ist er Mitglied in der Pastoralkommission und der Unterkommission „Frauen in Kirche und Gesellschaft“.
2011 wurde er Nachfolger des Kölner Weihbischofs Manfred Melzer als Beauftragter der Bischofskonferenz für die Polizeiseelsorge in den Länderpolizeien und seit 2016 auch für die Bundespolizei.
Ebenfalls seit 2011 ist er Vorsitzender der Projektgruppe „Priester und Laien“ im Dialogprozess der DBK mit dem Zentralkomitee der Katholiken. Seit 2012 ist Bischof Vorsitzender des Beirates der Clearingstelle für Medienkompetenz der Deutschen Bischofskonferenz und Aufsichtsratsmitglied des Instituts zur Förderung publizistischen Nachwuchses (ifp).
Von 2012 bis 2023 war Bischof Nachfolger von Engelbert Siebler im Amt des Präsidenten des Bayerischen Pilgerbüros.

## Positionen
Ende April 2018 kritisierte Bischof den bayerischen Ministerpräsidenten Markus Söder wegen dessen Erlasses, ab Juni 2018 in allen Behörden unter Verwaltung des Freistaats Bayern Kreuze anzubringen. Söder habe mehrere Tage gebraucht, um einzuräumen, dass das Kreuz ein religiöses Symbol sei. Bischof warf dem Ministerpräsidenten vor, zu sehr auf eine sogenannte „bayerische Identität“ abzuzielen. Das Kreuz sei jedoch „kein Symbol für Bayern und erst recht kein Wahlkampflogo“.